# Arawak (ketch)
L’Arawak est le dernier thonier d'Étel, ketch aurique en bois construit en 1954. Il est désormais voué à la croisière. Il est classé Bateau d’intérêt patrimonial depuis juin 2012 par la Fondation du patrimoine maritime et fluvial.

## Histoire
Lancé en 1954 et immatriculé à Lorient sous le nom de Refuge des marins, il fut armé pour la pêche au thon dans le golfe de Gascogne,  jusqu'en 1980.
Racheté en 1986 à Bordeaux, il subit une longue restauration pour devenir un voilier-école sous le nom d’Arawak en 1993. Comme tout navire en bois, sa structure nécessite des travaux annuels. Après un incendie en 2001, une nouvelle restauration est rendue nécessaire pour la reprise de son activité de voilier-école jusqu'en 2007, date de sa mise en vente.
Depuis il navigue le long des côtes françaises, et propose des activités sociales et culturelles. Des stages sont organisés sur des périodes qui vont de la sortie à la journée aux séjours de plusieurs jours, entre avril et novembre. Pendant l'hiver, l'association participe à l'entretien du bateau et les adhérents découvrent ainsi les métiers traditionnels (travail du bois, calfatage, matelotage, etc.).
Ce navire exerce aussi une activité commerciale, avec Cap Archipels, s'adressant ainsi aux comités d'entreprises ou aux organismes de tourisme, notamment lors de grands rassemblements de voiliers traditionnels comme "Brest" et "la semaine du Golfe".
Depuis cette année[Quand ?], lors de son passage à Etel, il a été armé de longs tangons et tente de découvrir, grâce au témoignages des anciens pécheurs, la pêche au thon.

## Galerie
|  |
|  |

|  |
|  |

|  |
|  |